# 插旗山曾氏家族墓
插旗山曾氏家族墓位於四川省達州市宣漢縣，文物遺址年代判定為清。2012年7月16日公佈為第八批四川省文物保護單位。

## 簡介[2]
插旗山曾氏家族墓位於宣漢縣東鄉鎮插旗山村4組，墓葬共3座，占地面積427.7平方公尺。其中曾學誠墓最具有代表性。該基坐西北向東南，占地面積185.25平方公尺。土塚呈長方形，長9.0公尺，寬8.4公尺，高4.2公尺，條石圍砌。墓前有碑樓、牌樓各1座，碑樓為石質仿木結構，三重簷歇山頂，3柱2間，寬4.04公尺，高6.0公尺，碑文題記年代清光緒二十四年。距碑樓9公尺立牌樓1座，牌樓為仿木構三重簷歇山頂，4桂3間，寬4.7公尺，高6.0公尺，明間開門，門寬1.8公尺。碑樓、儀牆、牌樓上均深浮雕人物、動物、花卉等圖案，施彩繪。插旗山曾氏家族墓規模宏大，雕刻精美，保存完好，在川東北具有一定的代表性。第三次全國文物普查新發現。